# Кубла мала
Кубла мала (Dryoscopus pringlii) — вид горобцеподібних птахів родини гладіаторових (Malaconotidae). Мешкає в Східній Африці.

## Поширення і екологія
Малі кубли живуть в сухих саванах і чагарникових заростях Сомалі, Кенії, південної Ефіопії та північної Танзанії.